# Borovno
Obec Borovno (německy Borowno) se nachází v okrese Plzeň-jih, kraj Plzeňský. Žije zde 98 obyvatel.

## Historie
První písemná zmínka o obci pochází z roku 1379, kdy bylo Borovno součástí rožmitálského panství. Název naznačuje, že šlo buď o vesnici založenou na borovém lese anebo nad potokem, který tekl borovým lesem. Původní název zněl zřejmě Borovná, roku 1379 se objevuje termín Borowna, postupným vývojem došlo k ustálení dnešního názvu obce. Od počátku bylo Borovno malou čtyřlánovou vsí, která patřila až do druhé poloviny 16. století k rožmitálskému panství. Roku 1565 tu stálo 6 domů, krčma a pod vesnicí mlýn.
Když v roce 1588 došlo k dělení rožmitálského panství mezi četné potomky Ferdinanda Gryspeka, připadlo Borovno ke statku Mirošov. Již roku 1616 však Gryspekové Mirošov prodali Adamu Vratislavovi z Mitrovic, který vlastnil panství (Spálené) Poříčí. K němuž náleželo Borovno od roku 1848. Podle berní ruly z poloviny 17. století žilo v Borovně šest sedláků a chalupník Pavel Rudna. Dva sedláci v roce 1665 vyhořeli. K roku 1715 jsou zdejší stavení popisována jako dřevěná s kamenitými poli, pod vsí jsou zmiňovány dva rybníky horní a dolní a mlýn s pilou. Voda byla používána pro provoz zkujňovacích hamrů, první zde byl postaven kolem roku 1700, druhý krátce poté. Podle tereziánského katastru tu žilo na počátku 18. století deset hospodářů, krejčí, panský šenkýř, kovář a sklářský mistr, který měl v nájmu panskou sklárnu, a v ní zaměstnával devět tovaryšů; dále panský myslivec a dvě židovské rodiny živící se obchodem s plátnem a peřím. Hamry vyrábějící prutové železo byly zrušeny už v 19. století.
Farou příslušeli obyvatele zprvu k Číčovu, později do Těnovic a od počátku 20. století opět do Číčova. Nejvyšší počet obyvatel vykazovala obec k roku 1880, kdy se uvádělo 48 domů a 363 lidí. V období let 1880–1930 však do Ameriky odešlo 40 procent místních obyvatel. V roce 1850 zde byl zřízen obecní úřad, jenž spravoval také samoty Hutě a Koukalku. Samosprávu po druhé světové válce vystřídal místní národní výbor fungující do roku 1979. V letech 1960–1971 spravoval také Míšov. Od 1. ledna 1980 do 31. srpna 1990 bylo Borovno místní částí Spáleného Poříčí. Obecní samospráva byla obnovena 1. září 1990.
V roce 1930 bylo na území obce 51 domů, 218 obyvatel a do roku 2011 přibyly pouze 3 domy. V souvislosti se zánikem vojenského újezdu Brdy bylo k 1. lednu 2016 k obci připojeno katastrální území Borovno v Brdech o rozloze 0,965899 km², které vzniklo k 10. únoru 2014. Na tomto území je evidováno 0 budov a 0 obyvatel.

## Pamětihodnosti
- Pomník padlých odhalený 3. 6. 1923